# Effetto collaterale
Con effetto indesiderato (reazione avversa), in medicina e in farmacologia, si indica genericamente qualsiasi effetto non previsto o non desiderato (non necessariamente nocivo) legato all'azione farmacologica di una sostanza terapeutica.
Secondo alcuni autori, il nome "effetto indesiderato" non andrebbe utilizzato per descrivere gli effetti tossici di un farmaco, in quanto potrebbe indurre a ritenere erroneamente che essi siano minimali o che avvengano attraverso vie alternative al normale meccanismo d'azione del farmaco.
Spesso tali effetti sono illustrati nel rispettivo foglietto illustrativo.